# Restes del castell i muralles de Castellfabib
Les restes del castell i muralles de Castellfabib, són al cim d'un turó que domina la població i que conforma un meandre del riu Ebrón, al nucli urbà de l'esmentada Castellfabib, a la comarca del Racó d'Ademús. És llistat com a Bé d'interès cultural, encara que no està inscrit en el ministeri, segons la informació de la Direcció General de Patrimoni Cultural de la Conselleria de Turisme, Cultura i Esports de la Generalitat Valenciana.

## Història
El lloc on es troben les restes ha estat poblat, segons posen de manifest els jaciments arqueològics de l'anomenada Vila Vella i la necròpolis de la Nava (dels segles vii-iv a de JC), des d'època dels ibers. Per la situació estratègica geogràfica (a la trobada de tres províncies o antics regnes, al mateix temps que a la trobada de dues valls), al cim de la muntanya Fabio, ja en època romana (segles i i iii), va ser triat a com lloc de residència amb fortificacions. De fet, el nom de la població és d'aquesta època i es deriva de Castellum Fabii, Castell de Fabio. Més tard, entre 714-716 els àrabs van conquerir aquestes terres pel seu estratègic emplaçament i li van donar el nom de QastylAl-Habib. La reconquesta cristiana de l'antic regne de València va començar precisament per aquesta part del Racó d'Ademús, concretament l'any 1210. Castellfabib va ser conquistada per Pere II d'Aragó, però els musulmans van recuperar el castell i va ser conquerit més tard definitivament per Jaume I d'Aragó, qui el 1273 va confirmar la presència de Castelllfabib al Regne de València pel tractat d'Almizra. Més tard va passar de mà en mà fins que finalment passa a formar part de València. La zona va romandre l'escenari de freqüents conflictes bèl·lics (des del segle xiv, a la guerra del Francès, les guerres carlines i l'última guerra civil), la qual cosa va conduir a la devastació de la Vila i del castell. De fet, durant la 3a guerra Carlina (1872-1876) els carlins van reconstruir el castell per a la guerra. Però més tard en ser presos aquests forts per les tropes nacionals, el van minar, i enderrocar les noves obres.

## Descripció
Segons especialistes, es podria dir que el castell és un castell-convent, ja que el lloc va ser reconquerit i repoblat per ordes religiosos (el Temple primer i l'Orde de Montesa més tard). El castell, que forma un conjunt arquitectònic únic amb l'església parroquial, es protegeix per un meandre del riu Ebrón, i consta de tres recintes emmurallats a tres nivells diferents. Es va construir majoritàriament amb maçoneria per als murs, encara que també es va utilitzar carreus. Quan es va fer el desenrunament de les ruïnes en les excavacions arqueològiques, es va descobrir un aljub, així com la sala principal del castell. També s'hi poden observar, amb dificultat, unes de les torres del recinte emmurallat, ja que presenta actualment edificacions adossades.